# Frank Mill
Frank Mill, född 23 juli 1958 i Essen, Nordrhein-Westfalen, död 5 augusti 2025 i Essen, var en tysk professionell fotbollsspelare.

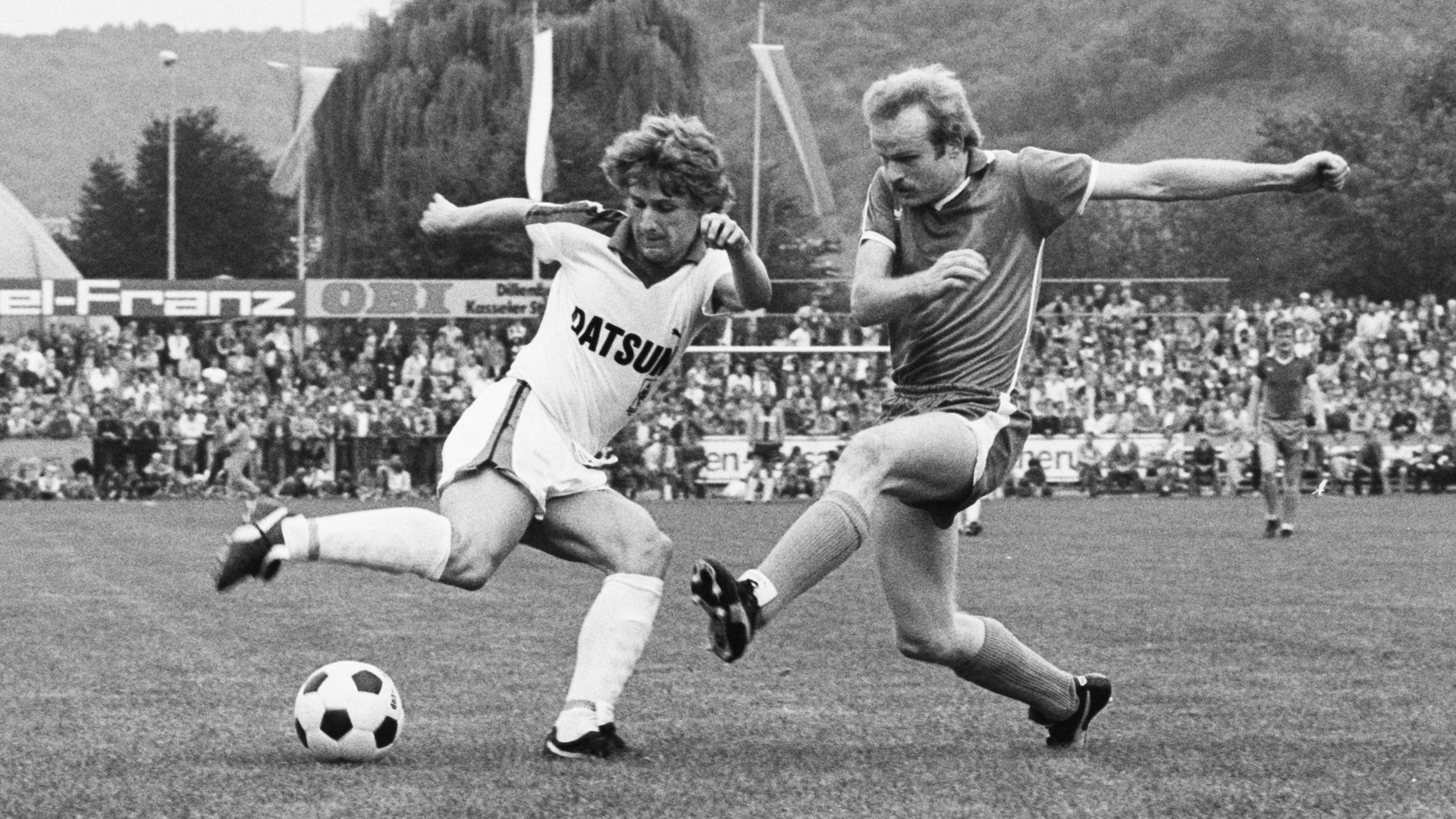
Frank Mill (left, Borussia Mönchengladbach, 1981)

Mill spelade 17 A-landskamper för Västtyskland. Han spelade för Rot-Weiss Essen, Borussia Dortmund, Borussia Mönchengladbach och Fortuna Düsseldorf. Han vann tyska cupen med Dortmund 1989.